# نواه لوري
نواه لوري (بالإنجليزية: Noah Lowry)‏ هو لاعب كرة قاعدة أمريكي، ولد في 10 أكتوبر 1980 في فينتورا في الولايات المتحدة.

## وصلات خارجية
- نواه لوري على موقع دوري كرة القاعدة الرئيسي (الإنجليزية)
- نواه لوري على موقعبيزبول رفرنس.كوم (الدوري الرئيسي) (الإنجليزية)
- نواه لوري على موقعبيزبول رفرنس.كوم (الدوري الثانوي) (الإنجليزية)
- نواه لوري على موقع إي إس بي إن.كوم (أم.أل.بي) (الإنجليزية)
- نواه لوري على موقع مشجعي الرسوم البيانية (الإنجليزية)